# Eoarthropleura
Eoarthropleura foi um gênero de milípedes que existiram durantes os períodos Siluriano e Devoniano na Inglaterra e na América do Norte.
É o membro mais antigo conhecido da subclasse Arthropleuridea, e a espécie terrestre mais antiga da América do Norte.

## Descrição
Eoarthropleura possuía membros maiores que os de Arthropleura, o que mostra que Eoarthropleura era mais ágil que a espécie do Carbonífero. É presuposto que Eoarthropleura era um animal herbívoro, ou possívelmente omnívoro devido a restos de vegetais encontrados no estomâgo de um exemplar de Arthropleura. A fauna do Devoniano possuía uma semelhança notável com a dos pantânos do Carbonífero, portanto é bem provável que Eoarthropleura viveu em pantânos tropicais ou em margens de mangues.